# Derascha
Derascha auch Drascha (von hebr.: Drash, דרש, Suche, Interpretation) ist ein mündlicher Vortrag über ein religiöses Thema des Judentums. Meistens handelt er vom aktuellen Tora-Abschnitt.
Eine Derascha wird u. a. oft beim Morgengebet am Schabbat in der Synagoge vom Rabbiner gehalten. Auch bei Bat- oder Bar-Mitzwa hält das Kind oft eine Derascha als Symbol für die Aufnahme in die Gesellschaft der Erwachsenen. Ebenso halten beim gemeinsamen Festessen an Schabbat und Feiertagen der Hausherr, die Kinder oder ein Gast oft eine kurze Derascha.
Im Mittelalter war in deutschen Gemeinden eine Schriftdeutung auf Jiddisch an zwei Terminen im Jahr verbreitet, am Schabbat vor Pessach und vor Sukkot.